# Osjibka insjenera kotjina
Osjibka insjenera kotjina (russisk: Ошибка инженера Кочина, da.: Ingeniør Cotjins fejl) er en sovjetisk film fra 1939 instrueret af Aleksandr Matjeret.

## Handling
Filmen foregår i Moskva i slutningen af 1930'erne. En designingeniør på Cotjin Flyfabrikken begår en fejl, da han beslutter at tage flyets tegninger hjem for at arbejde med dem der hjemme. Afdelingslederen, Murzin, er rekrutteret af den udenlandske efterretningstjeneste, og han sørger for, at spioner skaffer sig adgang til ingeniørens værelse og fotograferer tegningerne.
En spion sender en hemmelig meddelelse afsted fra et syværksted, men en kopi af meddelelsen falder ved et uheld ud af Murzins lomme. Skrædderen finder papiret, fatter mistanke og tager straks papiret til NKVD. NKVD knækker koden og efterforsker Lartsev (spillet af Mikhail Sjarov går i gang med at opklare sagen. Til sidst pågriber sikkerhedsstyrkerne spionerne.

## Medvirkende
- Mikhail Sjarov som Lartsev
- Sergej Nikonov
- Ljubov Orlova som Ksenija Lebedeva
- Nikolaj Dorokhin som Kotjin
- Boris Petker